# Love Is a Gun - Amore mortale
Love Is a Gun - Amore mortale (Love Is a Gun) è un film statunitense del 1994 scritto e diretto da David Hartwell.

## Trama
Un fotografo professionista sulla scene del crimine, Jack Hart, ha problemi coniugali quando scopre il poster di una donna. Dopo aver tentato di partecipare ad un concorso, rintraccia la donna nel poster che è una fotografa di nome Jean Starr. Jack si infatua della donna iniziando una relazione extraconiugale, ma lei si dimostra manipolatore e vendicativa e inizia a perseguitare Jack e sua moglie dopo che lui tenta in ogni modo di chiudere la loro relazione.